# Pflanzengesundheitskontrolle
Die Pflanzengesundheitskontrolle (PGK) dient beim Import von Pflanzen und pflanzlichen Erzeugnissen dazu, die Einschleppung von Quarantäneschadorganismen (QSO) und invasiven Arten durch Kontrolle zu vermeiden. Sie hat die Durchführung gesetzlicher Regelungen zu Quarantäneschadorganismen und invasiven Arten, phytosanitäre Kontrollen an Grenzeinlassstellen sowie pflanzengesundheitliche Kontrollen beim Verbringen von Pflanzen und pflanzlichen Erzeugnissen zum Ziel. Durch stichprobenartige Kontrollen soll die Einschleppung von pflanzenschädigenden Organismen und Krankheitserregern verhindert werden.
Die Pflanzengesundheitskontrolle wird in der Regel von Angestellten im öffentlichen Dienst, den Inspektoren für Pflanzengesundheit, durchgeführt.